# Jacob Karlsen
Jacob Karlsen (født 5. februar 1997 i Horsens) er en dansk fodbolddommer, der siden 2022 har dømt kampe i Superligaen. Før det var han dommer i 1. division.
Jacob Karlsen, der er søn af fodbolddommer Steen Karlsen, spillede selv fodbold i FC Horsens i sine unge år og sluttede som spiller i Horsens fS. Han tog dommereksamen i 2012, dømte serie 2 fra 2014, Jyllandsserien fra 2016, 2. division fra 2017 og fra 2020 1. division. Han blev rykket op som superligadommer forud for sæsonen 2022-2023 og dømte sin første superligakamp 1. august 2022, hvor FC Nordsjælland mødte Lyngby Boldklub. DBU begrundede oprykningen med, at Karlsen havde udvist en "ekstraordinær stærk og stabil dommerpræstation".
Siden foråret 2024 har han desuden været FIFA-dommer.
Jacob blev færdig som erhvervsøkonom i 2024. Siden har han arbejdet i energiselskabet OK som business analyst i Energi og Boligafdelingen.[kilde mangler]